# Ernst Buffa

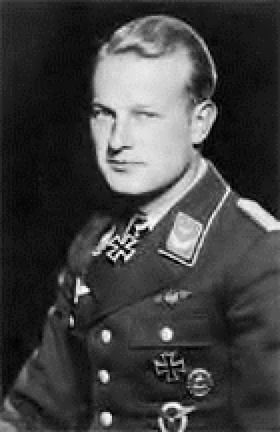
Ernst Buffa

Ernst Joachim Valentin Gustav Buffa (* 14. Februar 1893 in Oppeln; † 19. September 1971 in Traben-Trarbach) war ein deutscher Generalleutnant.

## Leben
Ernst Buffa trat am 21. März 1912 in das deutsche Heer ein und wurde am 18. August 1913 zum Leutnant (Rangdienstalter: 19. August 1911) befördert. Buffa beteiligte sich innerhalb der Artillerieverbände am Ersten Weltkrieg und wurde in dieser Eigenschaft 1916 zum Oberleutnant befördert. Nach Kriegsende wurde er in derselben Funktion in die Reichswehr übernommen und war zunächst Adjutant beim Artillerie-Offizier der Kommandantur Festung Glogau. Am 16. Mai 1920 wurde er Adjutant des 1. Artillerie-Offiziers der Festung, wobei er noch am 1. Oktober des Jahres in die III. Abteilung des 3. (Preußischen) Artillerie-Regiment in Jüterbog. Im Frühjahr 1921 absolvierte er einen Nachrichtendienst-Lehrgang an der Artillerieschule, wurde am 1. Dezember 1923 zum Hauptmann befördert und die nächsten Jahre in verschiedenen Eigenschaften verwendet. Nach Machtübernahme der Nationalsozialisten wurde er im Oktober 1934 unter Beförderung zum Major Kommandeur der Flak-Abteilung Wurzen. Am 1. April 1935 wurde er dann in die neugegründete Luftwaffe übernommen und zum Abteilungskommandeur der I. Abteilung im Flak-Regiment 3 in Weimar ernannt. Nach weiterer Beförderung zum Oberstleutnant am 1. April 1936 wurde er am 1. Oktober 1937 zum Kommandeur des Flak-Regiment 3 ernannt und am 1. August 1938 zum Oberst befördert. Nach kurzer Verwendung als Regimentskommandeur des Flak-Regiment 104 diente er ab Juni 1940 wieder bei seinem alten Regiment und machte mit diesem den Zweiten Weltkrieg mit. Nach seiner Beförderung zum Generalmajor am 1. August 1940 war er Inspizient der Flak im Feldluftgau Holland, anschließend im Feldluftgau Norwegen. In den folgenden Kriegsjahren war er u. a. Kommandeur der Luftkriegsschule 7, Kommandeur der Flak-Brigade XIII und ab Dezember 1942 Kommandeur der 12. Flak-Division. In dieser Eigenschaft wurde er am 1. Februar 1943 zum Generalleutnant befördert und am 9. November 1943 mit dem Deutschen Kreuz in Gold ausgezeichnet. Im Juni 1944 wurde er dann zum Kommandeur der 21. Flak-Division ernannt, war ab September desselben Jahres Kommandierender General beim II. Flak-Korps und erhielt in dieser Position das Ritterkreuz des Eisernen Kreuzes. Nachdem er Anfang 1945 noch zum Reichskriegsgericht berufen worden war, geriet er im Mai 1945 in US-amerikanische Kriegsgefangenschaft. Er wurde 1947 entlassen.